# Upplands runinskrifter 658
Upplands runinskrifter 658 är en vikingatida runsten av glimmerrik gnejs vid Håtuna kyrka. Den har tidigare stått i Nibble, Håtuna socken och Upplands-Bro kommun.
Stenen består av flera sammanfogade runstensfragment, varav de flesta hittades på 1920-talet. Runornas höjd är 8 centimeter. 1928 flyttades stenen flyttades till Håtuna kyrka.

## Inskriften
Translitterering av runraden:
... aystain · ra[is](t)u · st[ai]n [· þin · at · -]...ar · f(a)[þur · sin]
Normalisering till runsvenska:
... Øystæinn ræistu stæin þenna at ... faður sinn.
Översättning till nusvenska:
... Östen reste denna sten efter ... sin fader.